# Marie-Élie Jarosseau
Marie-Élie Jarosseau (13 avril 1858 - 18 janvier 1941), est un religieux catholique français, moine capucin, et évêque.

## Formation
Né le 13 avril 1858 à Saint-Mars-des-Prés (aujourd'hui Chantonnay) dans le diocèse de Luçon (Vendée), après sa scolarité au petit séminaire de Chavagnes-en-Paillers, Marie-Élie Jarosseau entre en 1876 au noviciat des capucins de la province de Toulouse, où il prend le nom d'André, et prononce ses vœux le 8 septembre 1877. Ordonné prêtre pour sa congrégation, à Carcassonne, le 21 décembre 1881, il s'embarque 4 jours plus tard (le jour de Noël) à Marseille (sur l'Irraouady) pour Aden, d'où il rejoindra son but : Harar, en Éthiopie méridionale, où il arrive le 30 mars 1882. Envoyé chez le peuple Oromo, il consacre le début de son apostolat (jusqu'en février 1884) à apprendre la langue du pays. 

## Les débuts de son apostolat
Il arrive à l'époque dans le Vicariat apostolique des Gallas. Il semble que celui-ci s'étendait alors sur les 2/3 sud de l'Éthiopie actuelle, ainsi que Djibouti. Dans cette zone, les missionnaires catholiques sont en butte à l'hostilité des coptes, et doivent se restreindre à la région de Harar, à majorité musulmane et sous protection de l'Égypte. Le Père André y demeure en 1882 et 1883, séjour durant lequel il a rapporté avoir rencontré à plusieurs reprises, de façon informelle, Arthur Rimbaud, devenu négociant. En mai 1885, il reçoit pour mission de fonder une nouvelle station au nord-est de Harar, à Bio-Midagdou, où il « inaugure son apostolat ». Mais, en octobre 1885, il est rappelé à Obock par son supérieur, monseigneur Taurin-Cahagne qui craint que l'émir Abdullaï, nouvellement installé à Harar par les Anglais, ne s'en prennent aux missions catholiques de la région. Située dans l'actuelle République de Djibouti, Obock devient rapidement une base arrière pour les missionnaires qui reçoivent le soutien du consul de France, Léonce Lagarde,. Le Père Jarosseau y demeura jusqu'en novembre 1887 après deux années consacrées à « l'œuvre des enfants » orphelins qui grandissent à la mission, et à la visite des soldats français soignés à l'hôpital. La situation politique ayant changé à Harar, après la bataille de Tchelenqo remportée par Menelik II contre l'émir Abdullaï, les catholiques peuvent faire leur retour dans la région. Le Père André y arrive en décembre 1887 et y rencontre le maître des lieux, le ras Mäkonnen. Il y demeura jusqu'en octobre 1888 et se rendit dans les différentes stations de la nouvelle province éthiopienne.

## Un missionnaire expérimenté
Il est nommé vicaire général du vicariat apostolique en 1897, pour seconder Mgr Taurin Cahagne, vieillissant. Le 6 avril 1900, après la mort de ce dernier, il est choisi pour le remplacer, et à Rome, le 16 septembre suivant, il est sacré évêque titulaire de Sauatra (de) pour le vicariat apostolique des Gallas. Il appelle à Djibouti des Frères de Saint Gabriel, pour lancer des écoles dans les missions. Il fonde aussi des léproseries. Proche du pouvoir éthiopien, il accueille avec joie l'ouverture progressive du pays aux missions catholiques qui lui permet d'envoyer à nouveau des missionnaires dans la plus grande partie du vicariat.
Dès 1896, le gouverneur de Harar, le ras Makonnen, charge le Père André ("Abba Andreas") de l'éducation de son fils de 4 ans, Täfäri. Celui-ci deviendra empereur d'Éthiopie le 2 novembre 1930 sous le nom de Haïlé Sélassié Ier. Les deux hommes resteront en relation jusqu'à la mort de Mgr Jarosseau. Le Père Bernardin de Saint-Pons, également capucin, a également contribué à l'éducation de Hailé Sélassié.
Il quitte ses fonctions le 2 septembre 1937. Le 14 juin 1938, il est contraint de quitter le pays par les forces mussoliniennes, qui ont envahi l'Éthiopie.
Il meurt à Toulouse, le 18 janvier 1941.

### Sources
- Gaëtan Bernoville, Monseigneur Jarosseau et la Mission des Gallas : L'épopée missionnaire d'Éthiopie, Paris, Albin Michel, 1950, 258 p.
- C. Dubois et P. Soumille, Des chrétiens à Djibouti en terre d'islam, XIXe et XXe siècles, Karthala (lire en ligne)
- Amélie Chekroun, « Un archéologue capucin en Éthiopie (1922-1936) : François Bernardin Azaïs », Afriques, Varia,‎ 2011 (lire en ligne)
- (en) Page consacrée à Mgr Jarosseau sur Catholic Hierarchy
- Article de l'Ouest-Éclair du 26 août 1938, consacré au retour en Vendée de Mgr Jarosseau.